# Championnat d'Écosse de football 1932-1933
Navigation
Édition précédente Édition suivante
La 43e édition du championnat d'Écosse de football est remportée par  les Rangers FC. Le club de Glasgow  gagne avec trois points d’avance sur Motherwell FC. Heart of Midlothian complète le podium.
Le système de promotion/relégation reste en place: descente et montée automatique, sans matchs de barrage pour les deux derniers de première division et les deux premiers de deuxième division. Greenock Morton et East Stirlingshire descendent en deuxième division. Ils sont remplacés pour la saison 1931/32 par Hibernian FC et Queen of the South
Avec 45 buts marqués en 38 matchs,  Willie MacFadyen de Motherwell FC remporte pour la deuxième fois consécutivele titre de meilleur buteur du championnat.

## Les clubs de l'édition 1932-1933
| Club                              | Ville       |
| --------------------------------- | ----------- |
| Aberdeen Football Club            | Aberdeen    |
| Airdrieonians Football Club       | Airdrie     |
| Ayr United Football Club          | Ayr         |
| Celtic Football Club              | Glasgow     |
| Clyde Football Club               | Glasgow     |
| Cowdenbeath Football Club         | Cowdenbeath |
| Dundee Football Club              | Dundee      |
| East Stirlingshire Football Club  | Falkirk     |
| Falkirk Football Club             | Falkirk     |
| Hamilton Academical Football Club | Hamilton    |
| Heart of Midlothian Football Club | Édimbourg   |
| Kilmarnock Football Club          | Kilmarnock  |
| Greenock Morton Football Club     | Greenock    |
| Motherwell Football Club          | Motherwell  |
| Partick Thistle Football Club     | Glasgow     |
| Queen's Park Football Club        | Glasgow     |
| Rangers Football Club             | Glasgow     |
| Saint Johnstone Football Club     | Perth       |
| Saint Mirren Football Club        | Paisley     |
| Third Lanark Athletic Club        | Glasgow     |

## Compétition

### Classement
Le classement est établi sur le barème de points classique (victoire à 2 points, match nul à 1, défaite à 0).
| Rang | Équipe               | Pts | J  | G  | N  | P  | Bp  | Bc  | Diff |
| ---- | -------------------- | --- | -- | -- | -- | -- | --- | --- | ---- |
| 1    | Rangers FC           | 62  | 38 | 26 | 10 | 2  | 113 | 43  | +70  |
| 2    | Motherwell FC T      | 59  | 38 | 27 | 5  | 6  | 114 | 53  | +61  |
| 3    | Heart of Midlothian  | 50  | 38 | 21 | 8  | 9  | 84  | 51  | +33  |
| 4    | Celtic FC C          | 48  | 38 | 20 | 8  | 10 | 75  | 44  | +31  |
| 5    | Saint Johnstone P    | 44  | 38 | 17 | 10 | 11 | 70  | 55  | +15  |
| 6    | Aberdeen FC          | 42  | 38 | 18 | 6  | 14 | 85  | 58  | +27  |
| 7    | Saint Mirren         | 42  | 38 | 18 | 6  | 14 | 73  | 60  | +13  |
| 8    | Hamilton Academical  | 42  | 38 | 18 | 6  | 14 | 90  | 78  | +12  |
| 9    | Queen's Park FC      | 41  | 38 | 17 | 7  | 14 | 78  | 79  | -1   |
| 10   | Partick Thistle FC   | 40  | 38 | 17 | 6  | 15 | 75  | 55  | +20  |
| 11   | Falkirk FC           | 36  | 38 | 15 | 6  | 17 | 70  | 70  | 0    |
| 12   | Clyde FC             | 35  | 38 | 15 | 5  | 18 | 69  | 75  | -6   |
| 13   | Third Lanark AC      | 35  | 38 | 14 | 7  | 17 | 70  | 80  | -10  |
| 14   | Kilmarnock FC        | 35  | 38 | 13 | 9  | 16 | 72  | 86  | -14  |
| 15   | Dundee FC            | 33  | 38 | 12 | 9  | 17 | 60  | 77  | -17  |
| 16   | Ayr United           | 30  | 38 | 13 | 4  | 21 | 62  | 95  | -33  |
| 17   | Cowdenbeath FC       | 25  | 38 | 10 | 5  | 23 | 65  | 111 | -46  |
| 18   | Airdrieonians        | 23  | 38 | 10 | 3  | 25 | 55  | 102 | -47  |
| 19   | Greenock Morton      | 21  | 38 | 6  | 9  | 23 | 49  | 97  | -48  |
| 20   | East Stirlingshire P | 17  | 38 | 7  | 3  | 28 | 55  | 115 | -60  |

| Légende : Qualifications et relégations | Légende : Qualifications et relégations                           |
| --------------------------------------- | ----------------------------------------------------------------- |
|                                         | Champion d'Écosse                                                 |
|                                         | Relégation en deuxième division                                   |
|                                         | T : Tenant du titre C : Vainqueur de la Coupe d'Écosse P : Promus |

## Bilan de la saison
| Tableau d'Honneur                |            |
| Compétition                      | Vainqueur  |
| Championnat d'Écosse de football | Rangers FC |
| Coupe d'Écosse de football       | Celtic FC  |

| Promotions et relégations |                                    |
| Promus                    | Hibernian FC Queen of the South    |
| Relégués                  | Greenock Morton East Stirlingshire |

## Statistiques

### Meilleur buteur
1. Willie MacFadyen, Motherwell, 45 buts